# High fidelity (techniek)

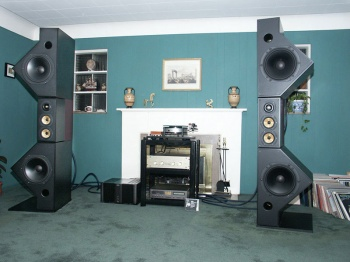
Een uitgebreid hifisysteem

High fidelity, in het Nederlands afgekort tot hifi, is een Engelse term die in het Nederlands "hoge getrouwheid" (fideel) of "werkelijkheidsweergave" betekent.
Er wordt mee bedoeld dat de geluids- of beeldkwaliteit van de apparatuur een grote natuurgetrouwheid vertoont met het origineel en (zeer) lage toegevoegde ruis en vervorming heeft.
Door enkele Nederlandse elektronicatijdschriften werd in de jaren vijftig en zestig het gebruik van de Nederlandse term 'werkelijkheidsweergave' (WW) aangemoedigd. Dit begrip heeft geen ingang gevonden.
Voor geluidsapparatuur zijn in de DIN 45500-norm kwaliteitseisen vastgelegd. Door de technische vooruitgang zijn deze eisen echter achterhaald en (daardoor) in onbruik geraakt.
Met geluidsapparatuur is meestal een aanzienlijk verschil te horen tussen de weergave thuis en die in de concertzaal of de opnamestudio. Dat is onvermijdelijk doordat de weergave in de huiskamer door de specifieke akoestische eigenschappen niet gelijk kan zijn aan de concertzaal waarin de opname plaatsvond, door onder andere de grootte van de opnameruimte en de afstand van de muren ten opzichte van elkaar. In een studio of concertzaal staan de wanden, als ze al niet zwaar gedempt zijn, vrijwel nooit parallel aan elkaar om "staande golven" (ongewenste reflecties) te vermijden. In de huiskamer is dit ondoenlijk.
Een tegenhanger van high fidelity is low fidelity, waarbij de geluidskwaliteit van ondergeschikt belang is of juist een mindere geluidskwaliteit wordt gebruikt om een authentieke klank te krijgen. Het hogere kwaliteitssegment wordt tegenwoordig aangeduid met high end en is alleen te koop in speciale winkels.